# Δ-Valerolacton
δ-Valerolacton (delta-Valerolacton, Oxan-2-on) ist das pyranoide Lacton der 5-Hydroxyvaleriansäure (5-Hydroxypentansäure), während die stellungsisomeren Tetrahydropyranone Oxan-3-on und Oxan-4-on cyclische Etherketone darstellen.
δ-Valerolacton findet vor allem Verwendung als Monomer für Polyester, das stellungsisomere furanoide γ-Valerolacton (4-Hydroxypentansäurelacton) als biogener Brennstoff und als „grünes“ Lösungsmittel.

## Herstellung
Bei der Hydrierung von 2-Pyron (2H-pyran-2-on) – zugänglich in 25%iger Ausbeute durch Umsetzung von 3-Butensäure mit Paraldehyd in einem Gemisch von konzentrierter Schwefelsäure und Eisessig mit einem Ferrocen-basierten Palladium(II)-Komplex wird delta-Valerolacton in 99%iger Ausbeute erhalten.
δ-Valerolacton entsteht in 96%iger Ausbeute bei der Cyclisierung von 5-Bromvaleriansäure – z. B. aus Dihydropyran durch Acidolyse zu δ-Hydroxyvaleraldehyd, anschließende Oxidation zur δ-Hydroxyvaleriansäure und Umsetzung mit Bromwasserstoffsäure – mit Tetraalkylammoniumfluoriden
Ein gängigerer Syntheseweg ist die Baeyer-Villiger-Oxidation von Cyclopentanon mit Peroxytrifluoressigsäure, die δ-Valerolacton in 96%iger Ausbeute liefert.
Die Oxidation kann auch in Gegenwart von Molybdän-Komplexen mit Wasserstoffperoxid durchgeführt werden.
Eine „grüne“ Route mit sehr guter Ausbeute von 98 % zeigt die Oxidation von Cyclopentanon mit Wasserstoffperoxid und einer Lipase auf.
Für die großtechnische Produktion von δ-Valerolacton scheint das einfach zugängliche 1,5-Pentandiol das geeignetste Edukt zu sein, das z. B. auch durch destillative Auftrennung des komplexen, so genannten Ol/On-Stoffgemischs bei der Oxidation von Cyclohexan zu Cyclohexanol/Cyclohexanol isoliert werden kann.
Die Oxidation von 1,5-Pentandiol wird durch Kupferverbindungen, wie z. B. Kupferchromit katalysiert. Die Reaktionsführung bei Temperaturen über 200 °C ist entscheidend für Umsatz des Edukts und Reinheit des Produkts, wobei sich ein herkömmlicher Rührreaktor als wenig geeignet erweist, da beim Versuch der vollständigen Umsetzung von 1,5-Pentandiol 30–35 % polymere Nebenprodukte gebildet werden.
In einem Rohrreaktor verläuft die Reaktion dagegen wesentlich gezielter zum Produkt, das unter Katalyse mit einem Kupfer(II)-oxid und Zinkoxid-Mischkatalysator reines δ-Valerolacton in 86%iger Ausbeute liefert.
Ein industrieller Prozess führt die katalytische Dehydrogenierung in einem Rohrreaktor an zwei Katalysatorschichten mit unterschiedlichen Gehalten an Kupferoxid mit dem Trägergas Wasserstoff und einem Temperaturgradienten von 300 °C bis 260 °C bei praktisch vollständigem 1,5-Pentandiol-Umsatz, einer δ-Valerolactonselektivität von 96 % und einer δ-Valerolactonreinheit von >99 % durch.

## Eigenschaften
Reines δ-Valerolacton ist eine wasserklare, farblose Flüssigkeit mit esterartigem Geruch, die in wässriger Lösung schwach sauer reagiert. Sie erstarrt bei −13 °C, siedet bei 230 °C und besitzt eine dynamische Viskosität von 3,41 mPa·s bei 20 °C. Der Flammpunkt liegt bei 110,5 °C, die Zündtemperatur bei 414 °C. Bei Temperaturen über 370 °C beginnt sich δ-Valerolacton zu zersetzen.

## Anwendungen
δ-Valerolacton wird als vielseitiges Zwischenprodukt für Beschichtungen vom Polyester-, Polyurethan-, Acryl- und Vinyltyp verwendet.
Aus δ-Valerolacton lässt sich durch Reaktion mit Phosgen in Gegenwart von 3-Picolin in Ausbeuten bis 87 % und Reinheiten von >98 % 5-Chlorpentanoylchlorid herstellen.
das als Ausgangssubstanz für eine Reihe von Zwischenstufen von Arzneistoffen, wie z. B. Virustatika, Phosphodiesterase-3-Hemmer, wie Cilostazol oder Antikoagulanzien, wie Apixaban breitere Verwendung findet.
Ähnlich wie das weitaus häufiger eingesetzte ε-Caprolacton kann δ-Valerolacton entsprechender Reinheit durch kationische ringöffnende Polymerisation z. B. mit Trifluormethansulfonsäuremethylester zu Poly-δ-Valerolacton und mit anderen Lactonen bzw. δ-Hydroxycarbonsäuren auch durch anionische sowie auch durch enzymatische Polymerisation mittels Lipasen zu copolymeren Polyestern umgesetzt werden, die wegen ihrer Bioabbaubarkeit, Bioverträglichkeit und ihres Permeationsverhaltens als mögliche Implantatmaterialien interessant sind.
Wegen der Tendenz zur Depolymerisation vom Kettenende her (engl. back-biting) und der geringeren Reaktivität des sechsgliedrigen Lactonrings im δ-Valerolacton gegenüber dem siebengliedrigen ε-Caprolacton werden bei der enzymatischen ringöffnenden Polymerisation Polymere mit vergleichsweise niedrigeren Molmassen erzeugt, die aber bei der Verwendung thermophiler Esterasen immerhin zahlenmittlere Molmassen von Mn >2,000 g/mol aufwiesen und das erhaltene Poly-δ-Valerolacton für die Verwendung als hydrophobe Weichsegmente in thermoplastischen Elastomeren oder als Wirkstoffträger für die kontrollierte Arzneistofffreigabe erscheinen lassen.
Die kontrollierte lebende Polymerisation von δ-Valerolacton führt mit dem Katalysator Trifluormethansulfonimid zu Poly-δ-Valerolacton mit dem Katalysatoranteil entsprechenden Molmassen z. B. mit Mn = 9,600 g/mol und in Gegenwart funktioneller Initiatoren, wie z. B. N-(2-Hydroxyethyl)maleinimid zu endständig funktionalisierten telechelen Poly-δ-Valerolactonen mit kontrollierten Molmassen und geringer Polydispersität.